# Лендавске Горице
Лендавске Горице (словен. Lendavske Gorice, мађ. Lendvahegy) су насељено место у општини Лендава, Помурска регија, Словенија.

## Историја
До територијалне реорганизације у Словенији биле су у саставу старе општине Лендава.

## Становништво
У попису становништва из 2011. године, Лендавске Горице су имале 648 становника.
| Број становника према пописима | Број становника према пописима | Број становника према пописима |
| ------------------------------ | ------------------------------ | ------------------------------ |
| 1991                           | 2002                           | 2011                           |
| 508                            | 586                            | 648                            |

Напомена: Године 2010. назив насеља је словно исправљен у Лендавске горице. Године 2012. назив насеља је словно исправљен (враћен) у Лендавске Горице.

## Галерија
- зимски пејзаж
- стара сеоска кућа